# Ormosia perspectabilis
Ormosia perspectabilis is een tweevleugelige uit de familie steltmuggen (Limoniidae). De soort komt voor in het Nearctisch gebied.